# 杰拉德·金
杰拉德·金（英語：Gerard King，1972年11月25日—），为美国NBA联盟的前职业篮球运动员。